# Сен-Медар-ан-Жаль
Сен-Меда́р-ан-Жаль (фр. Saint-Médard-en-Jalles) — город и муниципалитет во Франции, в регионе Новая Аквитания, департамент Жиронда. Население — 32 538 человек (на 01.01.2021).
Муниципалитет расположен на расстоянии около 500 км юго-западнее Парижа, 13 км северо-западнее Бордо.

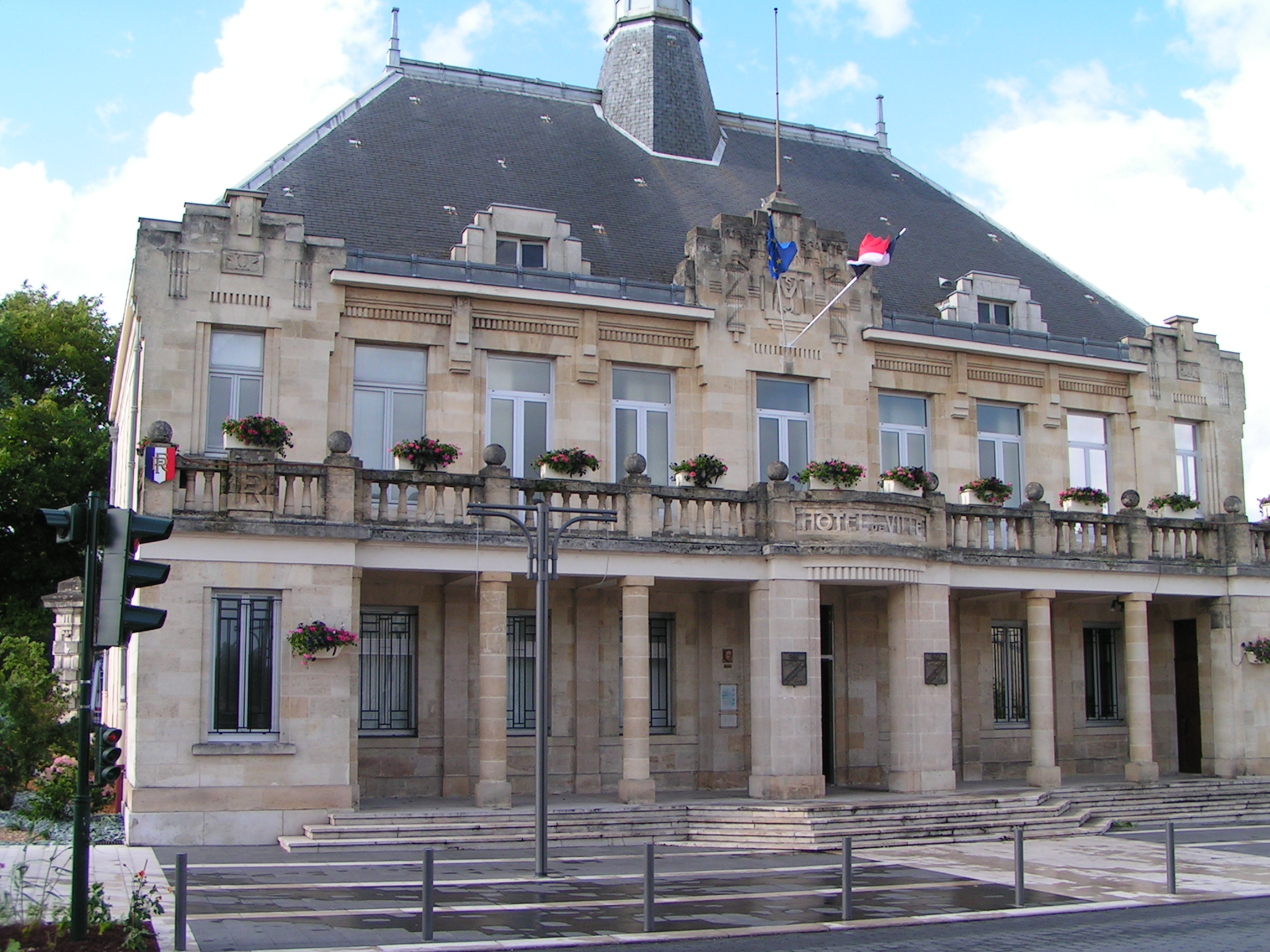
Ратуша

1. ↑  Code officiel géographique
2. 1 2  http://cassini.ehess.fr/cassini/fr/html/fiche.php?select_resultat=33626
3. ↑  база данных о французских коммунах — Национальный географический институт Франции.
4. 1 2  база данных о французских коммунах — Национальный географический институт Франции, 2015.
5. ↑  Populations légales 2022 (фр.) — INSEE, 2024.
6. ↑  Base officielle des codes postaux — La Poste, 2018.